# 奧諾雷五世
奧諾雷五世（法語：Honoré V，1778年5月13日—1841年10月2日），摩納哥親王，1819年至1841年在位。
奧諾雷終生未婚，去世後由弟弟佛洛雷斯坦繼位為摩納哥親王。